# 第114回日劇學院賞
←第113回 - 第114回 - 第115回→
第114回日劇學院賞，針對2022年10月到12月在日本播出秋季檔連續劇所做出的投票與評比。本季獲最優秀作品賞為NHK電視台的《鎌倉殿的13人》，此劇共獲二項獎項；本季獲最多獎項的作品為富士電視台的《Silent》，共獲五項獎項。

## 得獎名單

### 最佳作品
1. 鎌倉殿的13人[1]
2. Elpis-是希望還是災禍-
3. Silent
4. 原子之子
5. 企鵝先鋒！
6. 詐欺獵人

- 讀者票：1. 詐欺獵人 ；2. Silent ；3. 為你綻放的花 ；4. 鎌倉殿的13人 ；5. 祈願的病歷表

- 記者票：1. Silent ；2. 鎌倉殿的13人；3. Elpis-是希望還是災禍- ；4. 原子之子 ；5. PICU 兒童加護病房 ；5. The Travel Nurse；企鵝先鋒！

- 評審票：1. 鎌倉殿的13人 ；2. Elpis-是希望還是災禍- ；3. Silent ；4. 靈媒偵探：城塚翡翠 / invert 城塚翡翠倒敘集 ；5. 黑金丑島君外傳 黑金犀原；企鵝先鋒！

### 最佳男主角
1. 平野紫耀（詐欺獵人）[2]
2. 小栗旬（鎌倉殿的13人）
3. 吉澤亮（PICU 兒童加護病房）
4. 山田涼介（為親愛的我致上殺意）
5. 山崎賢人（原子之子）

- 讀者票：1. 平野紫耀（詐欺獵人）；2. 小栗旬（鎌倉殿的13人）；3. 吉澤亮（PICU 兒童加護病房）；4. 玉森裕太（祈願的病歷表）；5. 山田涼介（為親愛的我致上殺意）

- 記者票：1. 小栗旬（鎌倉殿的13人）；2. 山崎賢人（原子之子）；3. 平野紫耀（詐欺獵人）；4. 山田涼介（為親愛的我致上殺意）；5. 吉澤亮（PICU 兒童加護病房）

- 評審票：1. 小栗旬（鎌倉殿的13人）；2. 仲野太賀（配角人生）；3. 平野紫耀（詐欺獵人）；4. 吉澤亮（PICU 兒童加護病房）；5. 傑西（首先出布）；5. 井之原快彥（無聊住宅區的所有家）；5. 鈴木伸之（自行車店的高橋君）

### 最佳女主角
1. 川口春奈（Silent）[3]
2. 長澤雅美（Elpis-是希望還是災禍-）
3. 奈緒（企鵝先鋒！）
4. 清原果耶（靈媒偵探：城塚翡翠 / invert 城塚翡翠倒敘集  ）
5. 本田翼（為你綻放的花）

- 讀者票：1. 川口春奈（Silent）；2. 長澤雅美（Elpis-是希望還是災禍-）；3. 本田翼（為你綻放的花）；4. 清原果耶（靈媒偵探：城塚翡翠 / invert 城塚翡翠倒敘集）；5. 奈緒（企鵝先鋒！）

- 記者票：1. 川口春奈（Silent）；2. 長澤雅美（Elpis-是希望還是災禍-）；3. 奈緒（企鵝先鋒！）；4. 高橋瑪莉潤（黑金丑島君外傳 黑金犀原）；5. 瀧本美織（Sister）

- 評審票：1. 長澤雅美（Elpis-是希望還是災禍-）；2. 川口春奈（Silent）；3. 高橋瑪莉潤（黑金丑島君外傳 黑金犀原）；4. 奈緒（企鵝先鋒！）；5. 清原果耶（靈媒偵探：城塚翡翠 / invert 城塚翡翠倒敘集）

### 最佳男配角
1. 目黑蓮（Silent）[4]
2. 真榮田鄉敦（Elpis-是希望還是災禍-）
3. 三浦友和（詐欺獵人）
4. 大泉洋（鎌倉殿的13人）
5. 鈴鹿央士（Silent）

- 讀者票：1. 目黑蓮（Silent）；2. 三浦友和（詐欺獵人）；3. 高橋文哉（為你綻放的花）；4. 真榮田鄉敦（Elpis-是希望還是災禍-）；5. 鈴鹿央士（Silent）

- 記者票：1. 目黑蓮（Silent）；2. 大泉洋（鎌倉殿的13人）；3. 鈴鹿央士（Silent）；4. 真榮田鄉敦（Elpis-是希望還是災禍-）；5. 菅田將暉（鎌倉殿的13人）；5. 中川大志（鎌倉殿的13人）

- 評審票：1. 真榮田鄉敦（Elpis-是希望還是災禍-）；2. 目黑蓮（Silent）；3. 中井貴一（The Travel Nurse）；4. 大泉洋（鎌倉殿的13人）；5. 鈴鹿央士（Silent）

### 最佳女配角
1. 夏帆（Silent）[5]
2. 小池榮子（鎌倉殿的13人）
3. 黑島結菜（詐欺獵人）
4. 新垣結衣（鎌倉殿的13人）
5. 櫻田日和（Silent）

- 讀者票：1. 夏帆（Silent）；2. 黑島結菜（詐欺獵人）；3. 小池榮子（鎌倉殿的13人）；4. 櫻田日和（Silent）；5. 新垣結衣（鎌倉殿的13人）

- 記者票：1. 夏帆（Silent）；2. 小池榮子（鎌倉殿的13人）；3. 三浦透子（Elpis-是希望還是災禍-）；4. 門脇麥（為親愛的我致上殺意）；5. 新垣結衣（鎌倉殿的13人）；5. 川榮李奈（為親愛的我致上殺意）；5. 櫻田日和（Silent）

- 評審票：1. 小池榮子（鎌倉殿的13人）；2. 夏帆（Silent）；3. 大竹忍（PICU 兒童加護病房）；4. 內田理央（自行車店的高橋君）；5. 新垣結衣（鎌倉殿的13人）；5. 菊地凛子（鎌倉殿的13人）

### 最佳電視劇歌曲
1. 《Subtitle》Official鬍子男dism（Silent） [6]
2. 《月神》King & Prince（詐欺獵人）
3. 《Forever or Never》8LOOM（為你綻放的花）
4. 《Mirage Op.4 - Collective ver. 》Mirage Collective feat. 長澤雅美（Elpis-是希望還是災禍-）
5. 《一同》中島美雪（PICU 兒童加護病房）

- 讀者票：1.《月神》King & Prince（詐欺獵人）；2.《Subtitle》Official 鬍子男Dism（Silent）；3.《Forever or Never》8LOOM（為你綻放的花）；4.《想花》Kis-My-Ft2（祈願的病歷表）；5.《兩個人》SixTONES（一霎一花）

- 記者票：1.《Subtitle》Official鬍子男Dism（Silent）；2.《月神》King & Prince（詐欺獵人）；3.《Mirage Op.4 - Collective ver.》Mirage Collective feat. 長澤雅美（Elpis-是希望還是災禍-）；4.《Forever or Never》8LOOM（為你綻放的花）；5.《色彩》King & Prince（Boyfriend降臨！）

- 評審票：1.《Subtitle》Official鬍子男Dism（Silent）；2.《月神》King & Prince（詐欺獵人）；3.《Mirage Op.4 - Collective ver.》Mirage Collective feat. 長澤雅美（Elpis-是希望還是災禍-）；4.《一同》中島美雪（PICU 兒童加護病房）；5.《踏上道路》綠黃色社會（企鵝先鋒！）；5.《超級差》Genie High（完蛋的壹子只好變得有魅力）；5.《Answers》Da-iCE（kiss×kiss×kiss～融化之夜～）

### 最佳劇本
1. 三谷幸喜（鎌倉殿的13人）[7]
2. 生方美久（Silent）
3. 渡邊綾（Elpis-是希望還是災禍-）

### 最佳導演
1. 風間太樹、高野舞、品田俊介（Silent）[8]
2. 吉田照幸、末永創、保坂慶太、安藤大佑、中泉慧、小林直毅、松本仁志、谷口尊洋（鎌倉殿的13人）
3. 大根仁、下田彥太、二宮孝平、北野隆（Elpis-是希望還是災禍-）

### 特別獎
- 8LOOM（為你綻放的花）[9]

## 外部連結
- 第114回日劇學院賞 （页面存档备份，存于）